# Stenospermation amomifolium
Stenospermation amomifolium — вид квіткових рослин із родини кліщинцевих (Araceae), роду Stenospermation. Це ліана, рідним ареалом якої є Колумбія, Еквадор, Перу, пд. Венесуела.